# أنشوفة صافية
أنشوفة صافية (الاسم العلمي: Anchoa lucida) (بالإنجليزية: Bright anchovy)‏ هي نوع من الأسماك تتبع جنس الأنشوفة من الفصيلة البلمية.